# Euvrilletta texana
Euvrilletta texana là một loài bọ cánh cứng thuộc chi Euvrilletta trong họ Ptinidae.